# Кадряково (Мензелинский район)
Кадряково — село в Мензелинском районе Татарстана (Россия), административный центр Кадряковского сельского поселения.
Расположено на левом берегу реки Мензеля в 23 км к юго-западу от города Мензелинска и в 40 км к юго-востоку от Набережных Челнов. Расстояние от автотрассы «Волга» — 19 км, от Муслюмовского тракта — 6 км.

## История
О возникновении населенного пункта сельские старожилы рассказывают одну легенду. Два брата — Кадербак и Замбак — основали на берегу реки Мензеля два жилых пункта. Так были основаны села Кадряково и Ямаково. Легенда гласит, что название населенного пункта связано с именем этого человека. Известно, что село существовало в период Второй Ревизии 1747 года.
Известна и более ранняя дата. В документе от 7 марта 1732 года в Ландратской книге Мензелинского воеводы речь идет о ясачном татарине Тумаков. В деле № 1379 стоит дата 12 июня 1754 года. В нём упоминается ясачный татарин Тимеров. Исходя из документов Татарского энциклопедического словаря, была зафиксирована дата з образования населенного пункта —1731 год.
Известно, что жители Кадряково активно участвовали в Крестьянской войне 1773—1775 годов. В сводном отряде из крестьян разных деревень под командованием старшины ясачных татар главе Габдуллы Ягфарова было 56 мятежников из Кадряково. В литературе об этой войне говорится, что около села стоял отряд в 300 человек.
В четвёртой четверти XIX века кадряковцы пользовались 859 десятинами земли, в начале XX века — 914, в 1912—1913 годах — 905, в 1921—1930 десятинами земель.
Сельчане возделывали хлеб, содержали скот, птицу, занимались пчеловодством, плели лапти .
Коллективному хозяйству, созданному весной 1930 года, дали название «КИМ». До 1950 года колхоз был самостоятельным хозяйством. В том году он объединяется с Муртыш-Тамакской сельскохозяйственной артелью «Игенче» («Хлебороб»). Объединённое хозяйство было названо колхозом им. Молотова. В 1957 году его переименовали в колхоз им. Кирова. Позднее село было включено в состав колхоза им. Калинина.
До 1920 года село входило в Старомазинскую волость Мензелинского уезда Уфимской губернии, с 1920 года — в Мензелинский кантон Татарской АССР, с 10 августа 1930 года в составе Мензелинского района, с 10 февраля 1935 года — Ворошиловского, с 29 ноября 1957 года — Яна-Юльского, с 12 октября 1959 года — вновь Мензелинского района.

## Религия
С момента основания кадряковцам пришлось принять православие. Но процесс был продолжительный . Даже после принятия православной веры сельчане, выполняя религиозные каноны, по мусульмански держали уразу. Даже в 1873 году 4 семьи, отказавшись от крещения, выполняли каноны мусульманской веры. Принявшие православную веру входили в Верхний Юшадинский приход.

## Население
| Численность населения | Численность населения | Численность населения | Численность населения | Численность населения | Численность населения | Численность населения | Численность населения | Численность населения | Численность населения | Численность населения | Численность населения | Численность населения | Численность населения | Численность населения |
| 1858                  | 1870                  | 1884                  | 1897                  | 1906                  | 1913                  | 1920                  | 1921                  | 1922                  | 1926                  | 1969                  | 1979                  | 1989                  | 1999                  | 2005                  |
| --------------------- | --------------------- | --------------------- | --------------------- | --------------------- | --------------------- | --------------------- | --------------------- | --------------------- | --------------------- | --------------------- | --------------------- | --------------------- | --------------------- | --------------------- |
| 312                   | 374                   | 347                   | 539                   | 637                   | 782                   | 756                   | 810                   | 616                   | 702                   | 312                   | 299                   | 302                   | 263                   | 245                   |